# Asunción (tỉnh)
Tỉnh Asunción (tiếng Tây Ban Nha: Provincia de Asunción) là một tỉnh thuộc vùng Ancash của Peru. Tỉnh Asunción có diện tích 529 km², dân số thời điểm theo điều tra dân số ngày 11 tháng 7 năm 1993 là 9846 người. Tỉnh lỵ đóng ở Chacas.